# Alezija
Alezija (latinsko: Alesia), glavno mesto galskega plemena Mandubov, po Julij Cezarjevi osvojitvi pa rimsko mesto (oppidum) v Galiji. 
Arheološka izkopavanja, ki v Alise-Sainte-Reine in Côte d'Or pri Dijonu  potekajo že od časa Napoleona III., so dokazala, da je zgodovinska Alezija stala prav tam. Izkopavanja tega galsko-rimskega naselja na platoju Mont-Auxois še vedno potekajo. Rezultat zadnjih izkopavanj  je odkritje napisa  IN ALISIIA, ki je dokončno pregnal dvome nekaterih arheologov o identiteti najdišča. Pred tem odkritjem je veljala druga, manj akademsko utemeljena teorija o lokaciji Alezije, ki je trdila, da je stala v  Franche-Comté ali v okolici Salins-les-Bainsa v pogorju Jura.

## Cezarjevo obleganje Alezije
Alezija je bila septembra leta 52 pr. n. št. prizorišče odločilne bitke med Rimljani pod poveljstvom Julija Cezarja in Galci pod Vercingetoriksovim povljestvom. Izid bitke je odločal o usodi Galcev: zmaga Rimljanov bi pomenila zmago v galskih vojnah in podjarmljenje cele Galije. Borbe je podrobno opisal Cezar v svojih Komentarjih galskih vojn. Najnovejša analiza najdišča v Alise-Sainte-Reine  v celoti potrjuje Cezarjeve opise. 
Oblegovalna dela, ki so jih Rimljani opravili v Aleziji, so velikanska. V samo šestih tednih so zgradili 15 km dolg obroč okopov okoli Alezije, nato pa še dodaten 21 km dolg obroč na zunanji strani svojih položajev, ki naj bi zaustavil galsko vojsko, ki je prihajala na pomoč obkoljeni Aleziji. Cezar piše, da je vojska štela 250.000 mož. Arheologi so oba obroča potrdili s fotografiranjem terena iz zraka.

## Sklic
1. ↑  J. Cezar, Komentarjih galskih vojn, 7.68-69.